# Małgorzata Książek-Czermińska
Małgorzata Książek-Czermińska lub Małgorzata Czermińska (ur. 22 marca 1940 w Lubomlu) – polska filolog, profesor Wydziału Filologicznego Uniwersytetu Gdańskiego.

## Życiorys
Jej rodzicami byli Józef Książek (1909–1940), inżynier chemik, zginął w Katyniu, i Julianna Halina z domu Siemaszko (1908–1994), nauczycielka. Jest młodszą siostrą Hanny, architektki wnętrz, następnie terapeutki uzależnień.
Podczas wojny wraz z matką i siostrą przebywała u rodziny na Wołyniu, w 1947 zamieszkały w Gdańsku. W 1957 r. ukończyła I Liceum Ogólnokształcące, następnie do 1962 studiowała polonistykę na Uniwersytecie Warszawskim. Po studiach podjęła pracę w Wyższej Szkole Pedagogicznej w Gdańsku, gdzie w 1970 r. obroniła doktorat pt. Czas w powieściach Teodora Parnickiego (promotorem była prof. Maria Janion). Objęła stanowisko adiunkta na UG. W 1984 r. uzyskała habilitację na podstawie pracy Autobiografia i powieść czyli pisarz i jego postacie i awansowała na stanowisko docenta. W roku 1992 została profesorem nadzwyczajnym, a w 2004 r. profesorem zwyczajnym – po uzyskaniu tytułu profesora w 2004 r.
W latach 1999–2006 była przewodniczącą Komitetu Nauk o Literaturze PAN, później członkiem prezydium. Od 2007 r. członkini Centralnej Komisji ds. Stopni i Tytułów. 
Żona Juranda Bogdana Czermińskiego, doktora, chemika, matematyka i informatyka. Matka Michała, Adama i Jana Józefa. 

## Ordery i odznaczenia
- Krzyż Kawalerski Orderu Odrodzenia Polski (1994)[5]
- Złoty Krzyż Zasługi (1984)
- Medal Komisji Edukacji Narodowej (1990)
- Medal „Pro Memoria” (2005)
- Złoty Medal Uniwersytetu Gdańskiego „Doctrinae Sapientae Honestati” (2020)[6]

Źródło:.

## Nagrody
- Nagroda naukowa Ministra (1971)
- Nagroda dydaktyczno-wychowawcza Ministra (1978)
- Nagroda naukowa Ministra (2001)
- nagrody Rektora
- Nagroda „Miesięcznika Literackiego” za książkę Teodor Parnicki, Państwowy Instytut Wydawniczy (1975)[7]
- Nagroda Naukowa Miasta Gdańska im. Jana Heweliusza w kategorii nauk humanistycznych (2007)[8][9][10]
- XXV Ogólnopolska Nagroda Literacka im. Franciszka Karpińskiego Katolickiego Stowarzyszenia „Civitas Christiana” (2019)

Źródło:.